# أبو الحمد محمود فرغلي
أبو الحمد محمود محمد فرغلى (9 يناير 1954 -) هو كاتب مصري متخصص في الآثار والفنون الإسلامية، 

## حياته
وُلد في 9 يناير 1954 بمركز طهطا، محافظة سوهاج. بدأ بدراسة الآثار الإسلامية في عام 1972م بكلية الآثار، جامعة القاهرة. فحصل عام 1976م على درجة الليسانس في الآثار الإسلامية آنذاك من كلية الآثار بالجامعة ذاتها.

يعمل أستاذاً للآثار والفنون الإسلامية بكلية الآثار جامعة القاهرة. 

## مؤلفاته
- كتاب بعنوان ( الفنون الزخرفية الإسلامية في عصر الصفويين بإيران ) تقديم من الأستاذة الدكتورة / سعاد ماهر محمد – عميدة كلية الآثار جامعة القاهرة طباعة ونشر مكتبة مدبولي . القاهرة . الطبعة الأولي . عام (1990م ) .
- كتاب بعنوان ( الدليل الموجز لأهم الآثار الإسلامية والقبطية في القاهرة ) طباعة ونشر الدار المصرية اللبنانية .القاهرة : - الطبعة الأولي : عام (1991م), الثانية : عام ( 1994م), الثالثة : عام ( 1996م), الرابعة: عام (2002م)
- كتاب بعنوان ( التصوير الإسلامي نشأته وأصوله ومدارسه ) طباعة ونشر الدار المصرية اللبنانية بالقاهرة، الطبعة الأولي : عام (1992م), الطبعة الثانية : عام (1995م).[2][4]